# Джонс, Стивен Френсис
Стивен Френсис Джонс (в большинстве публикаций упоминаемый как Stephen F. Jones или S. F. Jones, род. 1953) — американский учёный и эксперт британского происхождения, специализирующийся на изучении истории и современности обществ на территории бывшего СССР и Восточной Европы.
В 1974 получил степень бакалавра в Эссекском университете, в 1976 — магистра экономики в Лондонской школе экономики и политических наук (ЛШЭ). После обучения в совместной аспирантуре ЛШЭ и Школы востоковедения и африканистики Лондонского университета защитил в 1984 году в ЛШЭ диссертацию о деятельности грузинских социал-демократов в начале XX века, получив степень доктора философии.
После защиты диссертации он преподавал в нескольких университетах Великобритании и США, с 1989 постоянно работал в университете Mount Holyoke College в штате Массачусетс на должности профессора кафедры изучения России и евразийских стран.
В его исследованиях особое место занимают Закавказье и Грузия, за время исследовательской карьеры он опубликовал ряд статей и книг посвящённых различным аспектам истории и современности Грузии. Профессор Джонс свободно разговаривает на грузинском, читает материалы на грузинском и на русском языках.
Экспертные знания Стивена Джонса оказались востребованы с началом перестройки и дальше, в период распада СССР и обретения независимости Грузией и другими советскими республиками. В этот период профессор Джонс регулярно выступал в прессе с комментариями и оценками происходящих событий, готовил экспертные доклады для правительственных организаций, в том числе Госдепартамента США и ЦРУ, проводил брифинги для назначавшихся в Грузию дипломатических работников. В 1996 году он посетил Грузию с миссией Всемирного банка, а в 1997 году посетил Абхазию с миссией UNDP, изучавшей положение беженцев в непризнанном государственном образовании, возникшем в результате грузино-абхазского конфликта.
Профессор Джонс сотрудничал с государственными органами и архивами Грузии в деле сохранения и каталогизации исторического наследия Грузии, в том числе в 2003—2004 руководил программой обучения работников архивов Грузии на средства Госдепартамента США. Его научные и организаторские заслуги отмечены и в Грузии: в 2011 году он был избран иностранным членом Академии наук Грузии и стал почетным доктором наук Тбилисского государственного университета.
В сентябре 2021 года Гарвардский университет в рамках центра изучения России и евразийских стран открыл программу исследования Грузии. В программу были включены как обучение социологии применительно к Грузии, так и изучение грузинского языка. Стивен Джонс стал директором этой программы

## Некоторые публикации
- Russian Imperial Administration and the Georgian Nobility: The Georgian Conspiracy of 1832 :  [англ.] // The Slavonic and East European Review. — 1987. — Vol. 65 (January). — P. 53–76.
- Marxism and Peasant Revolution in the Russian Empire: the Case of the Gurian Republic, The Slavonic and East European Review, Vol. 67, No. 3, July 1989, pp. 403—434.
- Socialism in Georgian Colors: The European Road to Social Democracy, 1883—1917, Harvard University Press, Cambridge, 2005. ISBN 0-674-01902-4, ISBN 978-0-674-01902-7
- Stephen F. Jones. War and Revolution in the Caucasus: Georgia Ablaze. — Routledge. — 2010. — ISBN 978-0-415-56527-1.
- Georgia: A Political History Since Independence (I.B. Tauris 2012)[8]
- The Making of Modern Georgia, 1918—2012: The First Georgian Republic and its Successors (Routledge 2014)
- Stephen F. Jones. Perspectives: Georgia’s fate linked with Ukraine :  [англ.] : [арх. 30 января 2022] // Eurasianet. — 2022. — 2 January.
- Stephen F. Jones. Perspectives: It is time for Georgia’s citizens to decide :  [англ.] : [арх. 23 мая 2024] // Eurasianet. — 2024. — 1 May.
- Stephen F. Jones. Perspectives: Mapping Georgian Dream’s path to ‘victory’ :  [англ.] : [арх. 3 декабря 2024] // Eurasianet. — 2024. — 1 November.